# صابوغة مولرية
صابوغة مولرية (الاسم العلمي:Sprattus muelleri) (بالإنجليزية: New Zealand sprat)‏ هي نوع من الأسماك تتبع جنس الصابوغة من فصيلة الرنكات.